# Nămol sapropelic

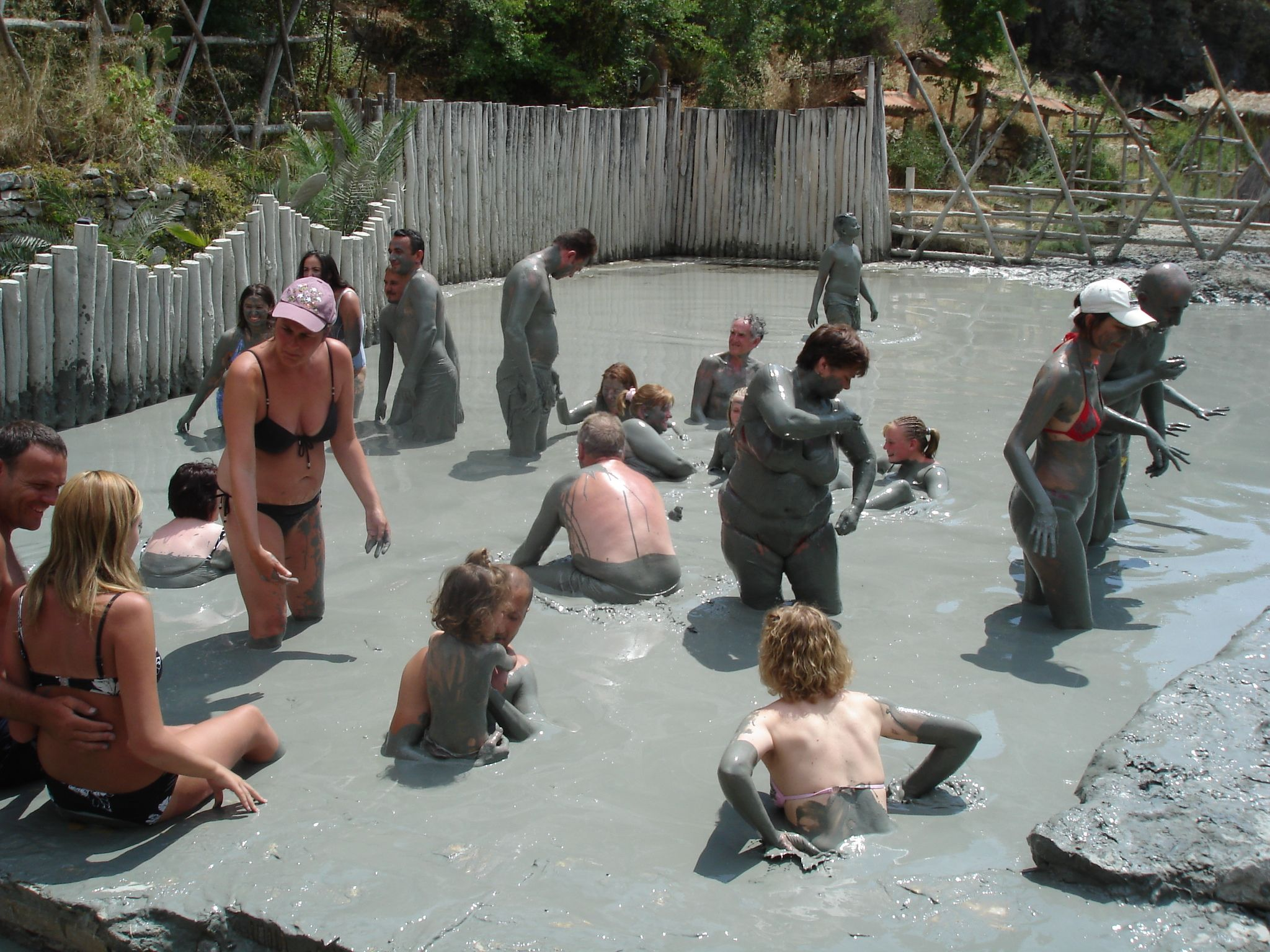
Nămolul utilizat în scopuri terapeutice

Nămol sapropelic este un tip de nămol bogat în substanțe organice aflate în diferite stadii de descompunere.
Componenta sa de bază este sapropelul, un sediment mâlos, bogat în substanțe organice (resturi vegetale, alge, zooplancton etc.) − în curs de descompunere, neconsolidat, acumulat pe fundul unor locații cu dinamică redusă a apelor de profunzime: lacuri, limanuri, lagune și mări, format în ape sărace în oxigen din acțiunea microorganismelor asupra solului, florei și faunei acvatice, adică într-un mediu anoxigenic (euxinic). Au conținut în substanțe organice >10% raportat la greutatea substanței uscate.

## Clasificare după locul de formare
Exemplele se referă la lacuri din România:
- nămoluri marine (Marea Neagră)
- nămoluri sapropelice de limane și lacuri litorale (Techirghiol, Agigea, etc)
- nămoluri sapropelice de lacuri continentale (Amara, Fundata)
- nămoluri sapropelice fosile (Ocna Sibiului, etc)
- nămoluri de depozit în izvoarele sulfuroase

## Compoziție
Nămolurile sapropelice sunt reprezentate de depozite de culoare neagră bogate în hidrosulfură de fier coloidală, au un aspect plastic și unsuros, se găsesc pe fundul apelor sărate având ca origine acțiunea microorganismelor asupra florei și faunei din bazinul acvatic la care se asociază și substanțe minerale sau anorganice ce provin din solul cuvetei lacustre. Flora este constituită din alge de tip microfit și macrofit în care predomină Cladophora vagabunda și Cladophora cristalina, alge care cresc doar în apă sărată. Fauna acvatică este reprezentată de specia Artemia salina, lungi de 10-12 mm, de culoare roșie. Cadavrele de Artemia salina, prin descompunere bacteriană, împreună cu alga Cladophora cristalina, formează nămolul sapropelic.
Nămolul sapropelic din Lacul Amara este negru, dar în contact cu aerul devine cenușiu, unsuros, sărat și are un miros foarte puternic de hidrogen sulfurat. Conține 41% săruri anorganice, 39% substanțe organice și 20% apă. Substanțele organice (de natură animală și vegetală) și substanțele anorganice pe care le conține nămolul sunt: sulfat de sodiu, de calciu, de fier sau de magneziu; clorură de sodiu; hiposulfit de sodiu; hidrogen sulfurat; hidrocarbosulfit; carbonat de sodiu sau de calciu; sulf liber; acetat de sodiu; nitrat de amoniu; acid formic, glutamic butiric, propilic, clorofil-rezorcin, pirocatechin si erin.

## Efecte terapeutice
Prin compoziție și prin căldură, nămolul este relaxant, stimulează circulația sangvină, este biotrofic (hrănitor) pentru nervi și piele. După o cură de două-trei săptămâni conduce la echilibrarea organismului.